# Your Drums, Your Love
"Your Drums, Your Love" é uma canção do duo de música eletrônica britânico Alunageorge. A faixa foi lançada no Reino Unido em 10 de setembro de 2012 como o segundo single do primeiro álbum de estúdio da dupla, Body Music de 2013.

## Recepção crítica
A faixa foi recebida com críticas muito positivas quando do seu lançamento. Pitchfork Media rotulou-a como "melhor nova canção" e escreveu: "Mas um novo single de AlunaGeorge", "Your Drums, Your Love é o trabalho de uma dupla que habita um espaço widescreen, mantendo peculiares toques de produção intactos." Dan Stubbs do NME, elogiou: "Lembram-se das tiras de quadrinhos do Peanuts, quando um adulto falava e parecia alguém falando através de uma trombeta? Isso é um pouco parecido com a voz eletrônica estranha cantando a linha do título nessa nova faixa de R&B dos anos 1990 pelo duo londrino Alunageorge. Infelizmente, é um efeito tão bom que faz o canto humano da interpretação soar um pouco chato.

## Faixas
Digital EP
| N.º | Título                                                 | Duração |  |
| 1.  | ""Your Drums, Your Love""                              | 3:37    |  |
| 2.  | ""Your Drums, Your Love" (Lil Silva Remix)"            | 4:44    |  |
| 3.  | ""Your Drums, Your Love" (Duke Dumont Remix)"          | 5:42    |  |
| 4.  | ""Your Drums, Your Love" (The Prototypes Remix Radio)" | 3:12    |  |
| 5.  | ""Your Drums, Your Love" (Deebs Remix Edit)"           | 3:36    |  |

## Desempenho nas paradas
A primeira semana de 20 de outubro de 2012, "Your Drums, Your Love" estreou no número cinquenta na UK Singles Chart marcando a segunda aparição no gráfico da dupla depois de "After Light".

## Posições nas paradas
| Parada musical (2012)                         | Melhor posição |
| --------------------------------------------- | -------------- |
| Bélgica (Ultratip Bubbling Under de Flandres) | 25             |
| Belgium Dance (Ultratop Flanders)             | 31             |
| Belgium Urban (Ultratop Flanders)ref          | 35             |
| Bélgica (Ultratip Bubbling Under da Valônia)  | 21             |
| Belgium Dance (Ultratop Wallonia)             | 13             |
| Escócia (Scottish Singles Chart)              | 98             |
| Reino Unido (UK Singles Chart)                | 50             |
| UK Urban (Official Charts Company)            | 9              |